# Голицын, Владимир Михайлович
Князь Владимир Михайлович Голицын (10 (22) июля 1847 — 29 февраля 1932, Дмитров) — действительный тайный советник и камергер.
Московский вице-губернатор (1883—1887), губернатор (1887—1891), городской голова (1897—1905), один из 12 почётных граждан города Москвы (c 1905), которым это звание было дано до революции.

## Происхождение, семья
Происходил из той линии Голицыных, которой принадлежало с конца XVII века Петрово-Дальнее. Сын князя Михаила Фёдоровича Голицына и внук (со стороны матери) графини Юлии Барановой, родился 10 (22) июля 1847 в Париже. Имел братьев: Ивана (1835—1896), Александра (1838—1919) и Михаила (1840—1918).

С 1871 года Владимир Михайлович был женат на знатной армянке Софии Николаевне Деляновой (1851—1925), дочери директора Лазаревского института, наследнице армянского рода Лазаревых, племяннице министра И. Д. Делянова. София Николаевна помогала мужу в делах благотворительности, на собственные средства открывала богадельни и приюты. С юности увлекалась живописью, рисовала и писала акварелью, брала уроки у Г. Г. Гагарина и В. Серова. Устраивала у себя рисовальные вечера, на которых бывали многие известные художники. Оставила интересные воспоминания о дворянском быте и жизни высшего света конца XIX века. Похоронена на Дорогомиловском кладбище в Москве. 
В браке родились:
- Елена (1872—1875)

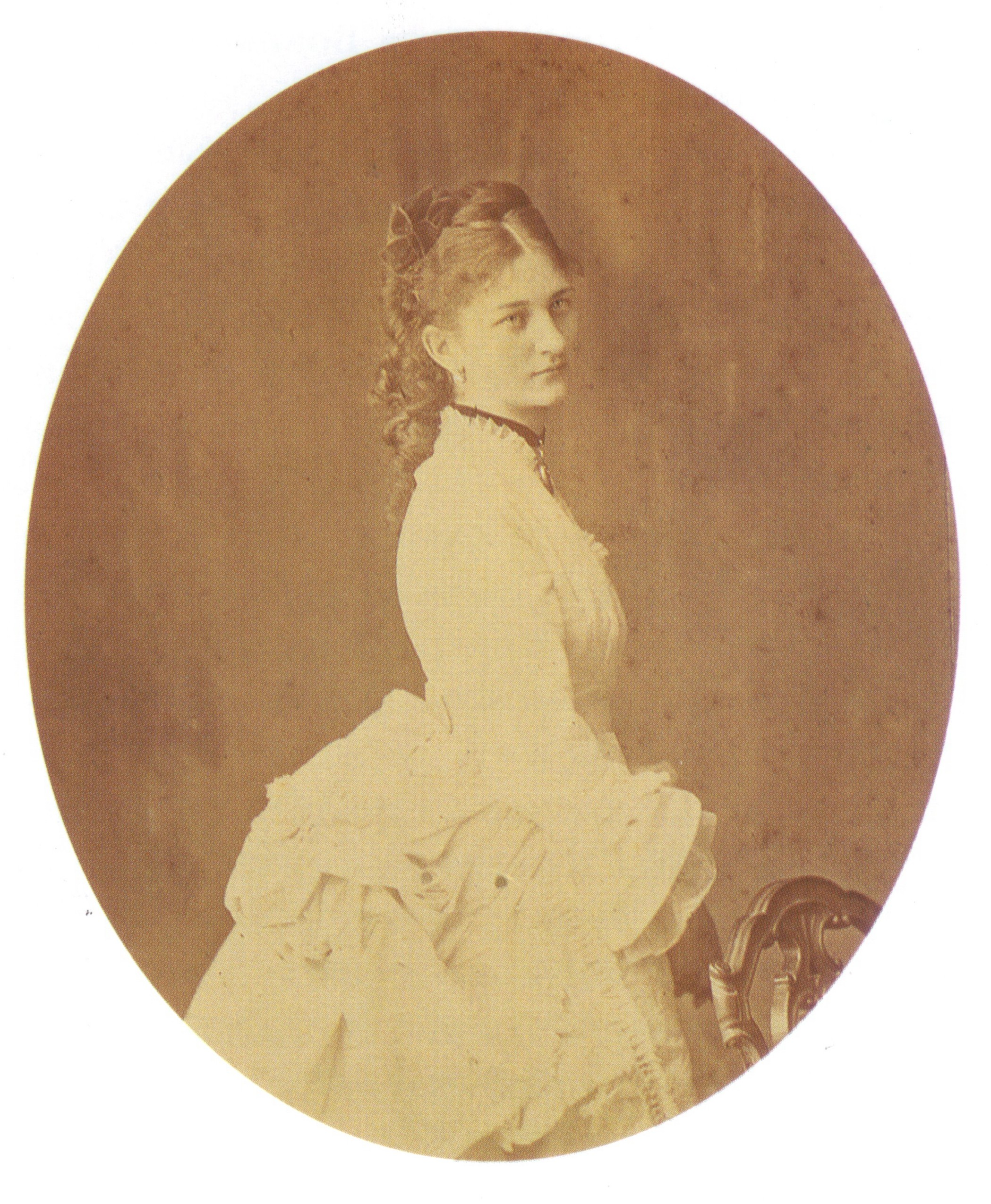
Княгиня С. Н. Голицына

- Михаил (1873—1942), два сына и пять дочерей. Сыновья — писатель Сергей; художник и полярник Владимир. Внуки — художник Илларион; архитектор-реставратор Елена[2]; академик РАН, физик Георгий.
- Николай (1874—1942), дед Андрея Голицына.
- София (1875—1952) — с 1895 года супруга Константина Николаевича Львова (1870—1937)
- Александр (1876—1951), хирург, отец кинохудожника Александра Александровича Голицына и Натальи Голицыной, вышедшей замуж за императорской крови князя Василия Александровича.
- Вера (1878—1967) — супруга графа Льва Алексеевича Бобринского (1878—1922), адъютанта Варшавского генерал-губернатора.
- Владимир (1879—1969), женился на крестьянке Татьяне Семёновне Говоровой (1891—1924). Сын Александр (1908—1938, расстрелян) и две дочери.
- Мария (1887—1888)
- Елизавета (1889—1943) — с 1912 года супруга князя Владимира Сергеевича Трубецкого (1892—1937)
- Татьяна (1892—1920) — с 1914 года супруга Петра Сергеевича Лопухина (1885—1962)

## Административная деятельность
В 1883 году Голицын назначается московским вице-губернатором, с 1887 года становится губернатором. В 1885—1893 годах по инициативе московского городского головы Н. А. Алексеева формируется новая городская инфраструктура: строится первая электростанция (в Георгиевском переулке — [1888 год), первая телефонная станция, 50 артезианских скважин на территории города, Рублевские водозаборные сооружения, очистные сооружения (5,4 тыс. кубометров в сутки). Городской бюджет, ранее пополнявшийся преимущественно налогом на недвижимость, получил новые источники доходов в виде муниципальных предприятий, строившихся на заёмные деньги.
В 1897 году Голицын 101 голосом против 4 избирается городским головой Москвы, сменив К. В. Рукавишникова. Выполняя план Н. А. Алексеева по созданию доходных муниципальных коммерческих предприятий, в роли городского головы Голицын организовал скупку городом частных линий конок, заменённых впоследствии единой сетью трамвайных маршрутов. Именно при Голицыне городские предприятия в целом выходят на прибыль и к 1901 году её доля в доходах бюджета достигает 28 % (столько же приносил налог на недвижимость). Строятся электростанции на Раушской и Берсеневской набережных (МОГЭС-1 и МОГЭС-2), Павелецкий, Виндавский (Рижский), Савёловский, перестраивается Курский вокзал. В начале XX века разрабатываются первые проекты Московского метрополитена, осуществить которые, однако, помешала война и Революция.
При Голицыне городская дума вышла за пределы хозяйственных функций, став заметной силой в политической жизни всей страны. В конце 1904 года Голицын лично возглавил оппозиционно настроенную часть Думы, обратившись к царю с конституционными требованиями. В связи с событиями октября 1905 года Голицын выходит в отставку и становится почётным гражданином Москвы, попечителем Народного университета имени А. Л. Шанявского. Место городского головы занял не менее успешный администратор Н. И. Гучков. В отставке Голицын занимается приютом Общества попечения о неизлечимо больных в Саввинском переулке.
Городской голова Голицын — субъект сатирической пьесы Власа Дорошевича «Трагедия о Московской думе и об украденном ларце», пародирующей пушкинского «Бориса Годунова».

## После революции
После революции Голицын — библиограф отдела народного образования в Богородицке. Неоднократно арестовывался, в 1929 году был выслан сначала в Загорск, затем в Дмитров, где и скончался 29 февраля 1932 года.
Похоронен на кладбище около Казанской церкви в селе Подлипичье (ныне в составе города Дмитров). Могила до настоящего времени не сохранилась, а территория самого кладбища была впоследствии частично застроена.